# Shahumyani trchnafabrika
Shahumyani trchnafabrika (in armeno Շահումյանի թռչնաֆաբրիկա?, in italiano Fattoria di Shahumyan) è un comune dell'Armenia di 1 220 abitanti (2008) della provincia di Armavir.